# Huanimoro, Tuxpan
Huanimoro är en ort i Mexiko.   Den ligger i kommunen Tuxpan och delstaten Michoacán de Ocampo, i den södra delen av landet, 140 km väster om huvudstaden Mexico City. Huanimoro ligger 1 905 meter över havet och antalet invånare är 350.
Terrängen runt Huanimoro är huvudsakligen kuperad, men västerut är den bergig. Huanimoro ligger nere i en dal. Runt Huanimoro är det ganska tätbefolkat, med 116 invånare per kvadratkilometer. Närmaste större samhälle är Ciudad Hidalgo, 12,1 km nordväst om Huanimoro. Omgivningarna runt Huanimoro är en mosaik av jordbruksmark och naturlig växtlighet.